# Campionato caraibico di calcio 1981
Il Campionato caraibico di calcio 1981 (CFU Championship 1981) fu la terza edizione del Campionato caraibico di calcio (successivamente chiamata Coppa dei Caraibi), competizione calcistica per nazione organizzata dalla CFU. La competizione si svolse in Porto Rico dal 19 ottobre al 25 ottobre 1981 e vide la partecipazione di quattro squadre: Guadalupa, Porto Rico, Saint Vincent e Grenadine e Trinidad e Tobago.
La CFU organizzò questa competizione come CFU Championship dal 1978 al 1988; dal 1989 al 1990 sotto il nome di Caribbean Championship; dall'edizione del 1991 a quella del 1998 cambiò nome e divenne Shell Caribbean Cup; le edizioni del 1999 e del 2001 si chiamarono Caribbean Nations Cup; mentre dal 2005 al 2014 la competizione si chiamò Digicel Caribbean Cup; nell'edizione del 2017 il suo nome è stato Scotibank Caribbean Cup.

## Formula
- Qualificazioni

Porto Rico (come paese ospitante) è qualificato automaticamente alla fase finale. Rimangono 10 squadre, divise in quattro turni di qualificazione. Giocano partite di andata e ritorno, le prime tre classificate si qualificano alla fase finale.
- Fase finale

Girone unico di 4 squadre, giocano partite di sola andata. La vincente si laurea campione CFU.

## Squadre partecipanti
| Pr. | Squadra                   | Data di qualificazione certa | Partecipante in quanto                                         | Partecipazioni precedenti al torneo | Ultima presenza |
| --- | ------------------------- | ---------------------------- | -------------------------------------------------------------- | ----------------------------------- | --------------- |
| 1   | Porto Rico                | -                            | Rappresentativa della nazione organizzatrice della fase finale | -                                   | Esordiente      |
| 2   | Trinidad e Tobago         | 15 agosto 1981               | Vincente del Terzo Turno della fase finale di qualificazione   | 2 (1978, 1979)                      | Suriname 1979   |
| 3   | Guadalupa                 | 16 agosto 1981               | Vincente del Terzo Turno della fase finale di qualificazione   | -                                   | Esordiente      |
| 4   | Saint Vincent e Grenadine | 27 settembre 1981            | Vincente del Playoff della fase finale di qualificazione       | 1 (1979)                            | Suriname 1979   |

Nella sezione "partecipazioni precedenti al torneo", le date in grassetto indicano che la nazione ha vinto quella edizione del torneo, mentre le date in corsivo indicano la nazione ospitante.

## Fase finale

### Girone unico
| 19 ottobre 1981 | Porto Rico | 1 – 1 | Guadalupa |  |

| 19 ottobre 1981                                | Trinidad e Tobago | 2 – 0 | Saint Vincent e Grenadine |  |
| \| \| \| \| \| Eddy Skinner \| Marcatori \| \| |                   |       |                           |  |
|                                                |                   |       |                           |  |
| Eddy Skinner                                   | Marcatori         |       |                           |  |

| 21 ottobre 1981 | Porto Rico | 0 – 2 | Saint Vincent e Grenadine |  |

| 21 ottobre 1981                                | Trinidad e Tobago | 2 – 0 | Guadalupa |  |
| \| \| \| \| \| Eddy Skinner \| Marcatori \| \| |                   |       |           |  |
|                                                |                   |       |           |  |
| Eddy Skinner                                   | Marcatori         |       |           |  |

| 24 ottobre 1981 | Saint Vincent e Grenadine | 3 – 1 | Guadalupa |  |

| 25 ottobre 1981                                                      | Porto Rico | 0 – 6                              | Trinidad e Tobago |  |
| \| \| \| \| \| \| Marcatori \| Mendes Skinner Craig Haynes Joseph \| |            |                                    |                   |  |
|                                                                      |            |                                    |                   |  |
|                                                                      | Marcatori  | Mendes Skinner Craig Haynes Joseph |                   |  |

| Pos | Squadra                   | P.ti | G | V | N | P | GF | GS | DR  |
| --- | ------------------------- | ---- | - | - | - | - | -- | -- | --- |
| 1   | Trinidad e Tobago         | 6    | 3 | 3 | 0 | 0 | 10 | 0  | +10 |
| 2   | Saint Vincent e Grenadine | 4    | 3 | 2 | 0 | 1 | 5  | 3  | +2  |
| 3   | Guadalupa                 | 1    | 3 | 0 | 1 | 2 | 2  | 6  | -4  |
| 4   | Porto Rico                | 1    | 3 | 0 | 1 | 2 | 1  | 9  | -8  |